# Motorová jednotka Leipzig
Třívozové motorové jednotky typu Leipzig vznikly jako reakce na úspěch zavedení rychlých spojů vedených zpočátku motorovou jednotkou ř. 877 (Létající Hamburčan) mezi Hamburkem a Berlínem a následného vytvoření celoněmecké sítě rychlých spojů s jednotkami typu Hamburg. Omezená kapacita jednotek vedla k situacím, kdy byly spoje vyprodané na týdny dopředu. K uspokojení zájmu objednaly německé dráhy třídílné jednotky s vyšší kapacitou.

## Vývoj
Jednotka typu „Leipzig“ vznikla na základě jednotek typu Hamburg přidáním středního článku. Vylepšení motoru G05 na typ G06 s téměř o polovinu vyšším výkonem a pouze o málo vyšší hmotností umožnilo stavbu třídílné jednotky. Nové motorové jednotky nabízely 139 míst k sezení, z toho pouze 30 ve druhé třídě a nově 109 ve třetí třídě. Původně dokonce Německé říšské dráhy, DRG, uvažovaly o čtyřdílné jednotce s oddělenou jídelnou, přesto byly nakonec jednotky dodány jako třídílné. Později se DRG k této myšlence vrátily, avšak tyto plány přerušila 2. světová válka. Uspořádání jednotek bylo následující:
- díl a zahrnoval stanoviště strojvedoucího, strojovnu, zavazadlový oddíl, nástupní prostor s toaletou a pět uzavřených oddílů 2. třídy
- díl b obsahoval dva nástupní prostory s toaletami a 70 míst rozdělených do pěti otevřených oddílů
- díl c byl vybaven kromě stanoviště strojvedoucího a strojovny poštovním oddílem, nástupním prostorem s toaletou, oddílem 3. třídy a kuchyní.

Jednotky 153 a 154 byly vybaveny dieselelektrickým pohonem, 233 a 234 hydronynamickým pohonem s měniči.
Od 15. května 1936 byly jednotky nasazeny na trať Berlín–Vratislav–Bytom (Berlin–Breslau–Beuthen) v rámci tehdejší sítě rychlých motorových vlaků „FDt“-Netz. Jednalo se o jediný typ jednotky této sítě s třetí třídou. Jízdní doba byla stanovena 4:17 h, cestovní rychlost vlaku dosáhla 109 km/h. 22. srpna 1939 byl provoz těchto vlaků zastaven z důvodů blížící se války.
Jednotku 137 153 převzaly po roce 1945 sovětské železnice a označily ji DP-15. V polovině února 1946 byla převezena do města Ramenskoje, kde byla přerozchodována a od srpna téhož roku byla nasazena na transkavkazské spoje, kde jezdila až do svého vyřazení. 137 234 přešla po válce do majetku Polských státních drah PKP. Obě zbývající jednotky Deutsche Reichsbahn se vrátily po roce 1949 do dálkové dopravy, zprvu jako FDt 54/55 Berlin - Praha, později na vnitrostátních spojích. V roce 1955 se v rámci poválečných výměn vozidel vrátila z Polska jednotka 137 234. V červnu následujícího roku byla dokončena oprava, při níž byl do jednotky přidán čtvrtý článek upravený z vozu 137 226b jednotky Hamburg. Jednotka byla nasazena na spoj FDt 54/55 Vindobona. V roce 1959 byla odstavena a přebudována na vládní vlak. V roce 1970 obdržela nové označení 183 251. 6. 12. 1973 byla vyřazena a sloužila jako klub mládeže na pobřeží Baltského moře. V roce 1993 byla restaurována. Jednotka 137 154 byla vyřazena v roce 1962.